# Чудненки
Чудненки (рос. Чудненки) — присілок в Ферзиковському районі Калузької області Російської Федерації.
Населення становить 0 осіб. Входить до складу муніципального утворення Присілок Бронці.

## Історія
Від 2004 року входить до складу муніципального утворення Присілок Бронці

## Населення
| 2002 | 2010 | 2011 |
| ---- | ---- | ---- |
| 1    | ↗3   | ↘0   |